# Platens ral
Platens ral (Aramidopsis plateni) is een vogel uit de familie van de rallen, koeten en waterhoentjes. De vogel werd in 1886 geldig beschreven door Wilhelm Blasius en als eerbetoon vernoemd naar de Duitse natuuronderzoeker Carl Constantin Platen. Het is een door habitatverlies kwetsbaar geworden soort ral uit Sulawesi (Indonesië).

## Kenmerken
De vogel is 29 tot 30 cm lang. Het is een middelgrote ral, iets groter dan een waterral. Platens ral is een onopvallende, heimelijk levende ral die niet kan vliegen. De vogel is overwegend grijs, met achter op de nek een roodbruine vlek, verder een witte keel en donkerbruine vleugels en staart. Opvallend zijn de afwisselend zwart met witte banden op de flanken.

## Verspreiding en leefgebied
Deze soort is endemisch op Sulawesi, een van de Grote Soenda-eilanden. De leefgebieden liggen in laagland en heuvelland (tot 1000 meter boven zeeniveau) in het noorden, midden en zuidoosten van het eiland en op het nabijgelegen eiland Buton. De vogel bewoont de randen van dicht bebost, vochtig gebied langs rivieren en kloven, waar de vogel bosbodems met een dichte bladerlaag afzoekt naar voedsel. Deze ral wordt ook wel aangetroffen in overwoekerd, verwaarloosd agrarisch gebied zoals rijstvelden.

## Status
De grootte van de populatie werd in 2016 door BirdLife International geschat op 2500 tot 10.000 volwassen individuen en de populatie-aantallen nemen af door ontbossing, waarbij tropisch bos en andere ongerepte of extensief gebruikte gebieden worden omgezet in gebied voor intensief agrarisch gebruik en menselijke bewoning (transmigratie). Om deze redenen staat deze soort als kwetsbaar op de Rode Lijst van de IUCN.